# Klaus Thiele
Pour les articles homonymes, voir Thiele.
Klaus Thiele, né le 21 janvier 1958 à Potsdam (Brandebourg), est un athlète est-allemand qui a été médaillé olympique.
Aux Jeux olympiques d'été de 1980 à Moscou, il a remporté l'argent en relais 4 × 400 m avec ses compatriotes Andreas Knebel, Frank Schaffer et Volker Beck.

## Palmarès

### Jeux olympiques d'été
- Jeux olympiques d'été de 1980 à Moscou ( Union soviétique)
  -  Médaille d'argent en relais 4 × 400 m

### Championnats d'Europe d'athlétisme
- Championnats d'Europe d'athlétisme 1978 à Prague ( Tchécoslovaquie)
  - éliminé en séries sur 200 m

### Championnats d'Europe Junior d'athlétisme
- Championnats d'Europe Junior d'athlétisme de 1977 à Donetsk ( Union soviétique)
  -  Médaille d'argent en relais 4 × 100 m